# Ingrid de Skänninge
Ingrid de Skänninge ou Ingrid da Suécia (Östergötland, século XIII – Skänninge, 2 de setembro de 1282) foi uma abadessa sueca venerada como santa na Igreja Católica Romana, que, fundou a Abadia de Skänninge, um convento pertencente aos dominicanos, em 1272. Sua festa canônica na Ordem Dominicana é a 2 de setembro.

## Biografia
Após um casamento combinado, como era costume à época, enviuvou e realizou uma grande peregrinação. Em primeiro lugar, à Terra Santa, seguindo depois para Roma e por fim a Santiago de Compostela. Viveu sob a direcção espiritual de Pedro da Dacia, um frade da Ordem dos Pregadores. Ingrid foi a primeira monja na Suécia, tendo em 1281 fundado aí o primeiro mosteiro dominicano, sob a invocação de São Martinho, em Skänninge.
Em 1405 foi iniciado o processo de canonização pelos bispos suecos. Os resultados, conhecidos em 1416-1417, foram inconclusivos, apesar da enorme devoção popular que Ingrid gozava. Em 1497 a causa foi retomada e em 1507 as suas relíquias foram solenemente trasladadas, mas o processo de canonização nunca foi formalmente terminado, embora o seu culto tenha sido confirmado em 1507 pelo papa Alexandre VI. Durante a Reforma, o seu culto perdeu popularidade e o seu convento e relíquias foram destruídos.